# Chassalia capitata
Chassalia capitata är en måreväxtart som beskrevs av Dc.. Chassalia capitata ingår i släktet Chassalia och familjen måreväxter. IUCN kategoriserar arten globalt som akut hotad.
Artens utbredningsområde är Mauritius. Inga underarter finns listade i Catalogue of Life.